# Dumont (São Paulo)
Dumont, amtlich portugiesisch Município de Dumont, ist eine Gemeinde im brasilianischen Bundesstaat São Paulo. 2019 hatte die Kleinstadt geschätzt 9868 Einwohner.

## Geschichte
Der Ort wurde am 21. März 1965 politisch selbständig, nachdem er als vorheriger Distrikt der Stadt Ribeirão Preto anlässlich einer Gebietsreform 1964 ausgegliedert wurde.

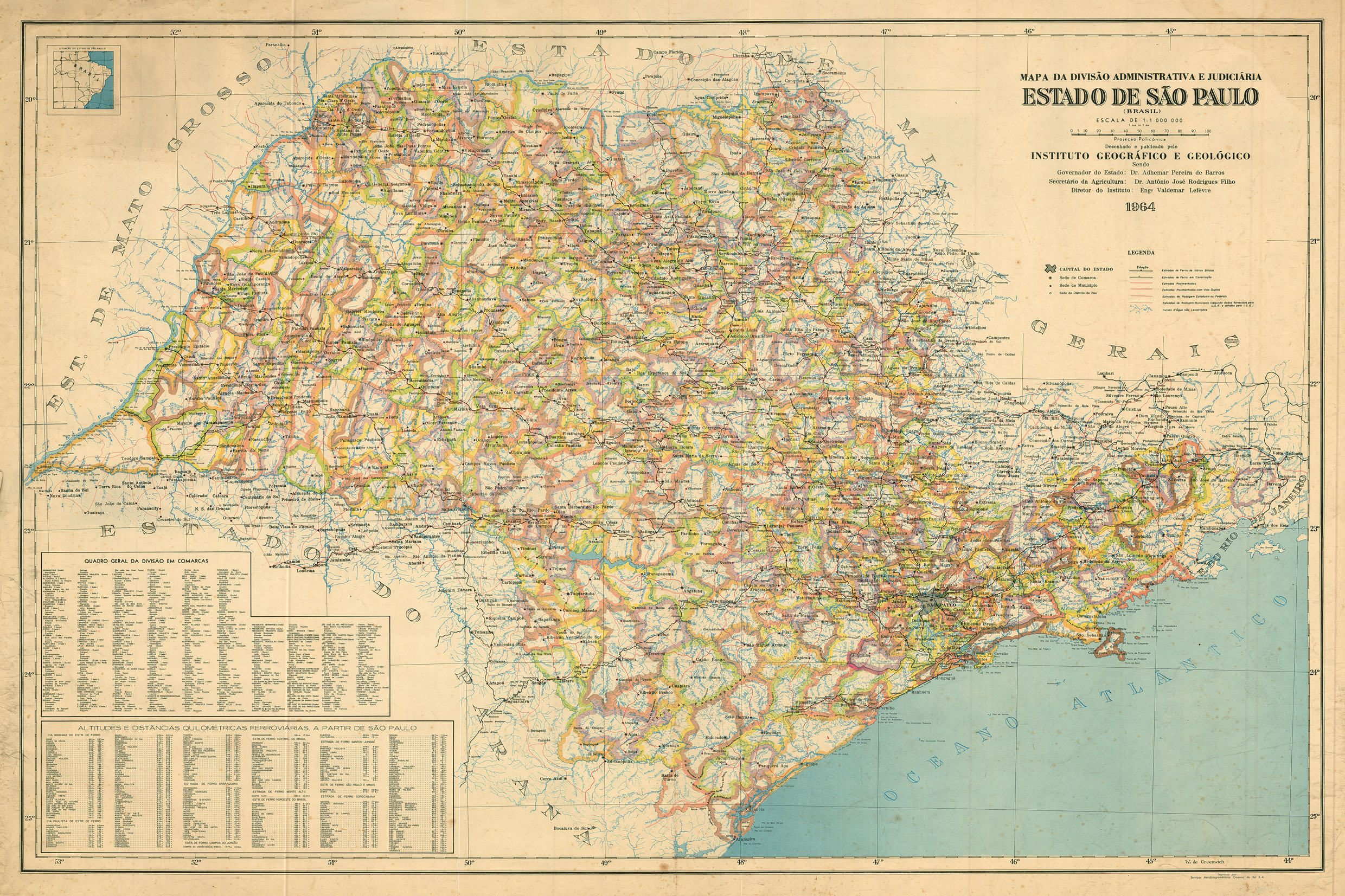
Karte des Bundesstaates São Paulo (1964).

Benannt ist Dumont nach dem Ingenieur und „Kaffekönig“ Henrique Dumont (1832–1892), dem Vater des  Flugpioniers Alberto Santos Dumont, und dessen Musterplantage auf ertragreicher Terra Roxa Fazenda Dumont (anfänglich seit 1879 Fazenda Arindeúva).